# آباده
آباده شهری در استان فارس ایران و مرکز شهرستان آباده است. این شهر با ۵۹٬۱۱۶ نفر جمعیت (آمار سال ۱۳۹۵)، دهمین شهر پرجمعیت استان فارس است.گیوه دوزی در این شهر رونق بسیار دارد.
آباده شمالی‌ترین شهرستان فارس به‌شمار می‌رود و شهرهای آن سورمق، صغاد، بهمن و ایزدخواست باستان هستند.

## تاریخچه
به استناد متون باستان شناسان سکونت در محدوده کنونی آباده به هزاره اول پیش از میلاد بازمی‌گردد. گروه‌های کرد چادرنشین در دوره هخامنشی، نخستین کسانی بودند که در دشت حد فاصل آباده و اصفهان اسکان یافتند. آثار باستانی بر جای مانده، هم چون قلعه باستانی ایزدخواست و قصر بهرام گور در سورمق، شواهدی از وجود فرهنگ و تمدن در این گستره جغرافیا می‌باشد.
شهر آباده به دلیل واقع شدن در سه راهی مواصلاتی بین اصفهان، یزد و شیراز موقعیت ویژه‌ای دارد.
در حدود سال ۱۱۹۷ کریمخان زند شیراز را به عنوان پایتختی برگزید و به فرمان او شاه اسماعیل سوم در آباده سکونت یافت. کریمخان به منظور کسب مشروعیت، شاه اسماعیل سوم را شاه و خود را وکیل الرعایا می‌خواند چرا که صفویان همچنان از محبوبیت و مشروعیت بسیار زیادی در بین مردم و بزرگان برخوردار بودند. حتی در یک مورد که سفیر پرتغال درخواست‌هایی از کریم خان داشته که خان زند تمایلی به قبول آن نداشته است او را به آباده حواله می‌دهد و می‌گوید من اختیاری ندارم و باید به نزد شاه در پایتختش که آباده هست بروی. شاه اسماعیل سوم که به میرزا ابوتراب نیز معروف بود در این برهه از زندگی خود از سیاست دوری ورزید و در آباده وقت خود را با ساختن چاقو می‌گذراند. در زمان سکونت شاه اسماعیل سوم در آباده قلعه‌ای به نام قلعه شیرازی (که هم‌اکنون آثار آن باقیست) برای حفظ امنیت راه کاروان‌ها بنا گردید.
به تدریج قلعه‌هایی دارای دیوارهای مرتفعی تقریباً به ارتفاع ۹ تا ۱۰ متر و ضخامت ۲ تا ۳ متر از چینه ساخته شد. در اطراف هر قلعه و به فاصله ۵۰ متر، برج‌هایی ساخته بودند و سوراخ‌هایی به نام تیرکش در آن‌ها تعبیه کرده بودند.
پس از مرگ شاه اسماعیل سوم صفوی، کریمخان علیرغم اینکه بازماندگانش را تکریم کرد ولی دیگر نیازی به تعیین جانشین برای او ندید.
در زمان رضا شاه، به تدریج از ارتفاع قلاع کاسته و درهای آن برداشته شد و عبور و مرور وسایل نقلیه نیز به نحو محسوسی وضع آنجا را دگرگون کرد به نحوی که منازل و دکان‌ها از داخل قلاع، خارج شد و به اطراف شاه راه کنونی منتقل شد.

### مهم‌ترین وقایع و رویدادهای تاریخی
- مهاجرت اقوام گرجی و کرد در زمان صفویان و بانی اصلی آبادانی شهر آباده (به روایتی)
- مهاجرت اجباری بخشی از خاندان مرعشی به استان اصفهان (شهر اصفهان) و فارس (بیشتر به شیراز، آباده، ابرکوه و شمال فارس) بعد از سقوط حکومت مرعشیان
- مهاجرت طوایف ایل خمسه (بیشتر عرب خمسه) و قشقایی‌ها به شمال فارس و بعدتر اسکان دائمی آنان
- حمله لشکر افغان به آباده و تسخیر آن در راه عزیمت به اصفهان (۱۱۳۴ ه‍.ق)
- اقامت شاه اسماعیل سوم در آباده به فرمان کریم خان زند از سال ۱۱۷۹ ه‍.ق
- جنگ لطفعلی خان زند و آقا محمد خان قاجار در محدوده شهر آباده و تخریب قسمتی از شهر
- قیام حیدر میرزا فرزند شاه اسماعیل سوم علیه آقا محمد خان قاجار
- جنگ محمدشاه با حسینعلی میرزا در نزدیکی شهر
- وقوع جنگ آباده در سال ۱۲۹۷ ه‍. ق، این جنگ بین نیروهای تفنگدار پلیس جنوب (قشون بریتانیا مستقر در آباده) از یک سو و نیروهای ایل قشقایی، کردشولی‌ها و آباده‌ای‌ها از سوی دیگر

## موقعیت جغرافیایی
شهرستان آباده در شمالی‌ترین نقطه استان فارس قرار دارد. آباده از شمال و غرب به استان اصفهان، از جنوب به صفاشهر و اقلید و از شرق به استان یزد متصل است. این شهرستان در فاصله ۲۷۰ کیلومتری شمال شیراز، ۶۷۰ کیلومتری جنوب تهران، ۲۰۰ کیلومتری جنوب اصفهان، ۱۹۰ کیلومتری جنوب غربی یزد قرار دارد. وسعت جغرافیایی آباده ۶۰۵۲ کیلومتر مربع است که حدود ۱۱ درصد کل مساحت استان را به خود اختصاص داده است.

## آب و هوا
آب و هوای منطقه را می‌توان تحت تأثیر مرتفع بودن منطقه و قرار نگرفتن در پیشکوه‌های داخلی زاگرس و همچنین عدم وجود کوه‌های بلند و مرتفع، دوری از بادهای باران‌آور غربی، از نمونه‌های آب و هوای نیمه کوهستانی دسته‌بندی کرد. میانگین بارندگی سالانه آن حدود۱۲۰ میلی‌متر است که در ردیف نواحی خشک کشور جای می‌گیرد. این شهرستان جزء مناطق سردسیر می‌باشد و از مناطق نیمه خشک استان فارس به‌شمار رفته و زمستانی سرد و تابستانی خنک و خشک دارد.

## صنایع
در حال حاضر ۱۱۱؟ واحد صنعتی در گروه‌های مختلف صنایع غیر فلزی، غذایی و بهداشتی، نساجی، پوشاک و چرم، شیمیایی و … در این شهرستان وجود دارد که جمعیتی حدود ۱۴۲۵؟ نفر را به‌طور مستقیم به کار مشغول کرده است. یکی از بزرگ‌ترین و قدیمیترین واحد صنعتی شهرستان از نظر اشتغال و سرمایه‌گذاری کارخانه سیمان آباده می‌باشد که نخستین طرح سیمان بعد از پیروزی انقلاب اسلامی بوده و تمام مراحل طراحی، نصب و راه اندازی آن به دست مهندسین باکفایت ایرانی انجام گرفته است.
به علت وجود معادن غنی خاک صنعتی در نزدیکی آباده که از مهم‌ترین مواد اولیه تولید کاشی و سرامیک می‌باشد، در سال‌های اخیر تعدادی کارخانه تولید کاشی و سرامیک در آباده راه اندازی شده یا در حال احداث می‌باشد که سهم مهمی از کارآفرینی صنعتی شهرستان را به خود اختصاص داده‌اند به‌طوریکه آباده در حال تبدیل به یکی از قطب‌های تولید کاشی و سرامیک کشور می‌باشد.
بدون تردید یکی از مزیتهای نسبی شهرستان آباده وجود ذخایر غنی معدنی می‌باشد به‌طوری‌که بخش معدن شهرستان آباده در مقایسه با شهرستان‌های استان فارس از نظر وجود مواد کانی از کیفیت خوبی برخوردار است.
در حال حاضر ۲۵ واحد معدنی در شهرستان آباده فعالیت می‌نمایند که عمده‌ترین مواد معدنی موجود در این واحدها عبارتند از خاک نسوز، سنگ نما، خاکهای صنعتی، سنگ آهک و منگنز.

## جمعیت
بر پایه سرشماری عمومی نفوس و مسکن در سال ۱۳۹۵ جمعیت این شهر ۵۹٬۱۱۶ نفر بوده است و بدین ترتیب آباده دهمین شهر پرجمعیت استان فارس و چهارمین شهر پرجمعیت نیمهٔ شمالی استان به‌شمار می‌رود.

## دین
همه ساکنان شهرستان آباده و نواحی پیرامون آن پیش از حمله اعراب به ایران، زرتشتی بودند و سرانجام در دوره صفویه به دین اسلام و مذهب تشیع گرویدند. هم‌اکنون تمامی شهروندان آباده غیر از یک خانواده زرتشتی و چند تن کلیمی در این شهرستان، مسلمان و شعیه دوازده امامی هستند.
با همه گیر شدن جنبش بابی و سپس بهائی در ایران، آباده همواره یکی از قطب‌های این گرایش دینی بوده است. کسروی در کتاب تاریخ مشروطه ایران در ذیل بخش «جنگ‌های بابیان» از مبارزهٔ آنها با نیروهای دولتی گزارش می‌دهد و از آن بنام جنگ آباده یاد می‌کند. از آنجایی که قبل از جنبش بابیگری حرکت دیگری به نام شیخیگری نیز وجود داشته، می‌توان تصور کرد که هنوز هم تعدادی حتی شیخیان شهروندان این شهر هستند.

## زبان
زبان مردم شهر آباده زبان فارسی است.

## پوشش گیاهی و نمونه جانوری
با توجه به آب وهوای منطقه پوشش گیاهی این شهرستان از نوع استپ کوهپایه‌ای یا نیمه بیابانی است که پوشیده از انواع بوته‌های نواحی استپی است. در پای کوه‌های جنوبی گل‌های رنگارنگ بهاری و گیاهان دارویی در میان بوته‌ها دیده می‌شود. این پوشش گیاهی در کشور به نسبت نواحی بیابانی و نواحی مرطوب در ردیف مراتع متوسط قرار دارد. به علت اوضاع طبیعی حاکم بر منطقه و صیدهای بی‌رویه در گذشته حیات وحش آن فقیر شده است. در دشت حیواناتی مانند خرگوش، روباه و کفتار بیش از بقیه دیده می‌شوند.

کوه‌های اطراف آباده (اثر والتر میتل‌هولتسر در ۱۳۰۳)
بخش دیگری از کوه‌های اطراف آباده؛ ۱۳۰۳ خورشیدی

## معادن
معادنی که در این شهر قرار دارند عبارت‌اند از:
معدن بزرگ خاک نسوز استقلال آباده از بزرگ‌ترین معادن این ماده معدنی به‌شمار می‌رود. علاوه بر معدن خاک نسوز استقلال تعدادی معدن خاک صنعتی نیز دراطراف شهرستان (عمدتاً حوالی روستای شورجستان) وجود دارد که تأمین کننده مواد اولیه بسیاری از کارخانه‌های کاشی و سرامیک و آجر نمای کشور می‌باشند.
معادن سنگ‌های ساختمانی که معمولاً از جنس سنگ مرمریت می‌باشند نیز بیشتر در منطقه چاه بلاغ واقع شده‌اند و در سایر قسمت‌ها نیز به صورت پراکنده وجود دارد، سنگ مرمریت آباده به عنوان یک برند در کشور شناخته شده می‌باشد.
معادن کوچک دیگری نیز در شهرستان وجود دارد که از آن جمله می‌توان به معادن سنگ آهن هماتیت، منگنز، باریت و شن و ماسه اشاره کرد.

## صنایع دستی
منبت کاری آباده شهرت جهانی دارد و نمونه‌های آن در موزه‌های جهان به عنوان بهترین اثرهای هنری نگهداری می‌شود. منبت کاری‌های کاخ مرمر، به دست هنرمندان این شهر، همچون استاد احمد امامی ساخته و پرداخته شده است. همچنین علی امامی و محمد طاهر امامی؛ فرزندان وی، از جمله بزرگ‌ترین استادکاران منبت بودند که خودشان و شاگردانشان در کارگاه‌های آن‌ها منبت آباده را در ایران و جهان گسترش دادند. برخی آثار این استادکاران مانند تابلوی برجسته معرق و منبت سیمرغ آشیانه، در موزه هنرهای ملی نگه‌داری می‌شود. این شهر در سال ۹۵ گواهی ثبت نشان جغرافیایی ملی و بین‌المللی منبت آباده را دریافت کرد و فنون اجرای منبت آباده، در فهرست آثار ناملموس میراث فرهنگی ایران ثبت شد. در سال ۱۳۹۷ از سوی شورای جهانی صنایع دستی (WCC) آباده به عنوان شهر جهانی منبت معرفی گردید. منبت آباده ۱۷ نشان ملی مرغوبیت صنایع دستی و پنج نشان زرین جشنواره فجر را دریافت کرده و ۱۵۰ کارگاه منبت فعال خانگی یا تجاری و ۵۰۰۰ هنرمند منبت‌کار دارد. برخی از کارگاه‌های منبت در این شهر به زنان اختصاص دارد و از این جهت عاملی برای اشتغال‌زایی زنان در آباده است. منبت‌کاری، کاربردهای مختلفی دارد و تنها به ساخت جعبه جواهرات، مجسمه، عصا و مانند آن محدود نمی‌شود. این هنر حتی در ساخت در و پنجره و مبلمان نیز کاربرد دارد. نمونه‌های نفیس و تاریخی قاشق‌های شربت‌خوری ساخت آباده، حتی تا موزه ویکتوریا و آلبرت انگلستان نیز راه یافته.
ملکی و گیوه‌های آباده در نهایت ظرافت، استحکام و دقت، تهیه شده و در نوع خود بی‌مانند است. قالی و قالیچه آباده ای از صنایع دستی مرغوب این شهرستان است که متأسفانه تولید آن به شدت کاهش یافته و رفته رفته به دست فراموشی سپرده می‌شود. از دیگر رشته‌های صنایع دستی آباده می‌توان به گیوه بافی، دست بافته‌ها فرش دستباف گلیم نمد مالی، ساخت آلات موسیقی سنتی، تراش سنگهای قیمتی، سراجی سنتی، چلنگری، سفالگری، معرق کاری، خراطی، رودوزیهای الحاقی، میناکاری، منبت مبل و قلمکاری روی مس اشاره نمود.

## دانشگاه‌ها

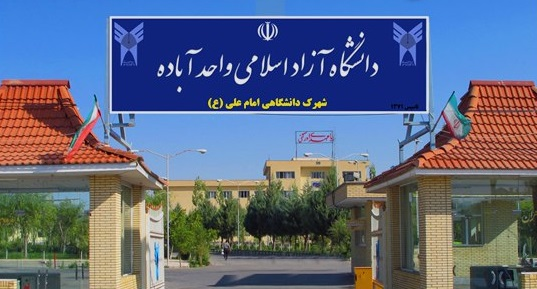
دانشگاه آزاد اسلامی واحد آباده

- مرکز آموزش عالی آباده
- دانشکده پرستاری حضرت زهرا آباده
- دانشگاه آزاد اسلامی واحد آباده
- دانشگاه پیام نور آباده
- مؤسسه آموزش عالی غیرانتفاعی آباده
- دانشگاه علمی کاربردی آباده

## اماکن تاریخی و گردشگری
1. قبور خورشیدی در کوه خواجه و کوه‌های پشت آن.
2. قلعه گبری بر فراز کوهی به همین نام در مجاورت کوه خواجو از دوره ساسانی و قبل از آن.
3. آرامگاه خواجه عکاشه بر فراز کوه خواجو از دوره صفویه.
4. خرفخانه آباده در پشت کوه خواجو از دوره صفویه.
5. عمارت کلاه‌فرنگی آباده (تاریخ ساخت ۱۲۹۱ ه‍.ق).

### تیمچه صرافیان
این بنا در بازار کهنه شهر آباده واقع شده است که در حدود ۱۲۰ سال پیش به دست استاد رضا یزدی ساخته شده است. در ورودی آن از جنس چوب و به طرز زیبایی ساخته شده، دو کوبه روی آن قرار داشته که کوبه سمت چپ مخصوص آقایان و کوبه سمت راست مخصوص خانم‌ها بوده است. این بنا توسط حاج محمد خان به یک نفر شیرازی یه نام حاج باقر فروخته می‌شود و از او به دو پسرش حاج احمد وحاج محمود به ارث می‌رسد. آن‌ها در این تیمچه به داد و ستد و بازرگانی مشغول می‌شوند. ۳۰ الی ۳۵ سال پیش این دو برادر برای نذر خود مراسم عزاداری در این بنا برگزار می‌کردند که منبری قدیمی از آن زمان هنوز در این ساختمان موجود است. در وسط حیاط این ساختمان قپانی (ترازویی) بزرگ وجود داشته که اجناس تجاری به وسیله آن وزن می‌شده است. آب این ساختمان از چاه تأمین می‌شده، از در ورودی که وارد می‌شویم دو حجره در چپ و راست وجود دارد که محل کسب دو برادر بوده وروی سر این دو حجره هم دو اتاق است که محل استراحت بوده است. این ساختمان در دو طبقه ساخته شده که از اتاق‌های بالا برای استراحت تجار و مسافرین استفاده می‌شده است. حوض سنگی بسیار زیبایی هم به ابعاد ۴*۳ متر در وسط حیاط واقع است در ضمن در حجره‌ها هم به صورت کشویی به طرف بالا و پایین باز و بسته می‌شود و سقف آن‌ها به وسیله چوب‌های حاشیه دار زیبایی به اندازه ۳۰*۲۰ سانتی‌متر پوشیده شده است و کف آن‌ها با خشت‌های آجری مربع شکل فرش شده است. در مورد نامگذاری این تیمچه به نام صرافیان طبق شنیده‌ها به علت بوده که چون این دو برادر از تجار متمول و سرشناس بوده‌اند در ضمن در شناسایی پول‌های خارجی تبحر داشته‌اند به آن‌ها لقب صراف داده‌اند و صرافیان فامیل آن‌ها شده و این تیمچه نیز به همین نام باقی مانده است.
این بنا به شماره ۱۹۳۲ در سال ۱۳۷۶ ثبت آثار ملی ایران گردیده و هم‌اکنون در تملک میراث فرهنگی و شهرداری آباده است و مراحل بازسازی آن هم‌اکنون در دست اجراست.
- تیمچه مسعودی.
- تپه‌های باقرآباد که قدمت آن‌ها نامشخص است.
- تپه‌های قلعه کهنه رحمت آباد از دوران پیش از تاریخ
- قلعه سورمق (قاجاریه)
- کلاه فرنگی سورمق (قاجاریه)
- کاروانسرای شورجستان (صفویه)
- نخستین سد قوسی جهان در ایزدخواست.
- دژ ایزدخواست از دوره ساسانی
- کاروانسرای ایزدخواست و پل صفوی ایزدخواست
- خرفخانه سورمق و چهل زرعی از دوره صفویه
- قبر مذنب شاعر معاصر آباده‌ای در گورستان قدیمی محمدیه آباده
- تُل شاه‌نشین مربوط به دوره هخامنشی شامل یک سفره - محل تهیه غذا که کنده کاری در سنگ است که در نزدیکی قبر مذنب (شاعر آباده‌ای) می‌باشد که متأسفانه اخیراً بعلت گود برداری ناشیانه شهرداری برای راه‌سازی قسمتی از این تل تخریب شده است.
- عمارت عباسقلی خان.
- آرامگاه روح‌الله عباسی پژوهشگر و مترجم آباده‌ای.
- آرامگاه فرهاد گرگین پور نویسنده، محقق، موسیقی دان و دکترای ادبیات
- کاخ بهرام در شهر سورمق
- عمارت خانه سید محمد خان مرعشی در شهر سورمق
- طبیعت و ییلاقات زیبای اطراف دهستان خسروشیرین

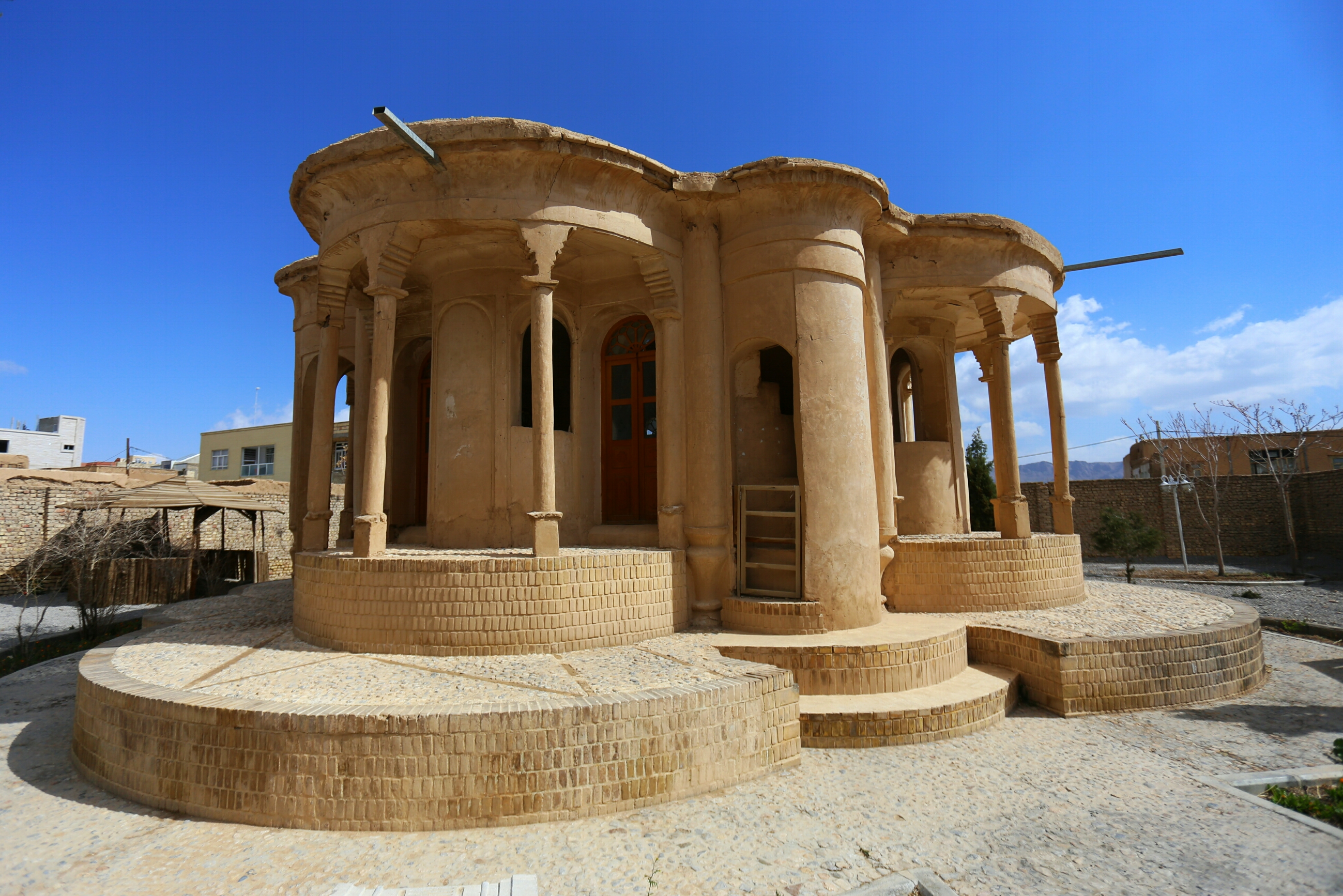
عمارت کلاه‌فرنگی آباده
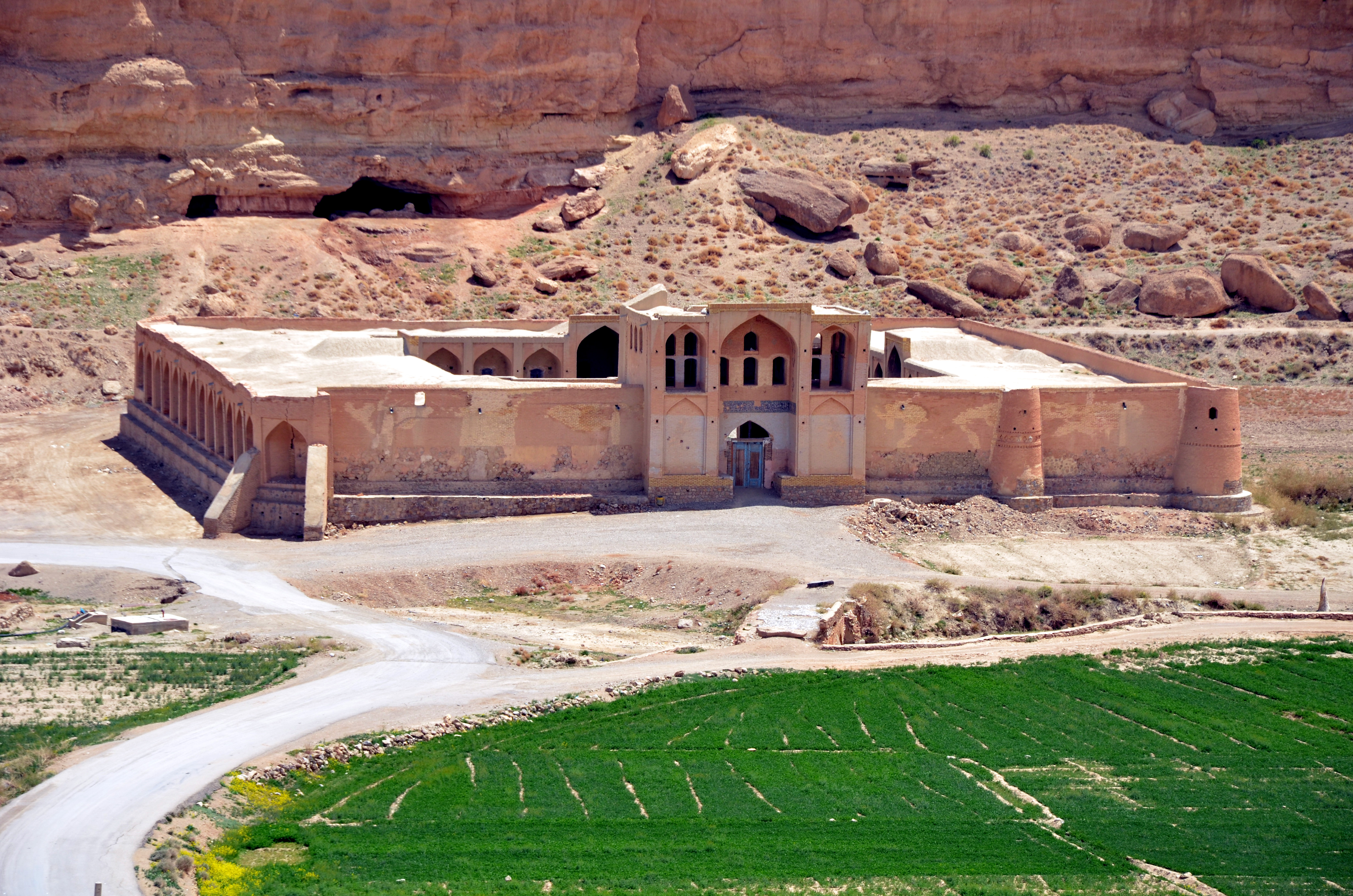
نمایی از کاروانسرای ایزدخواست
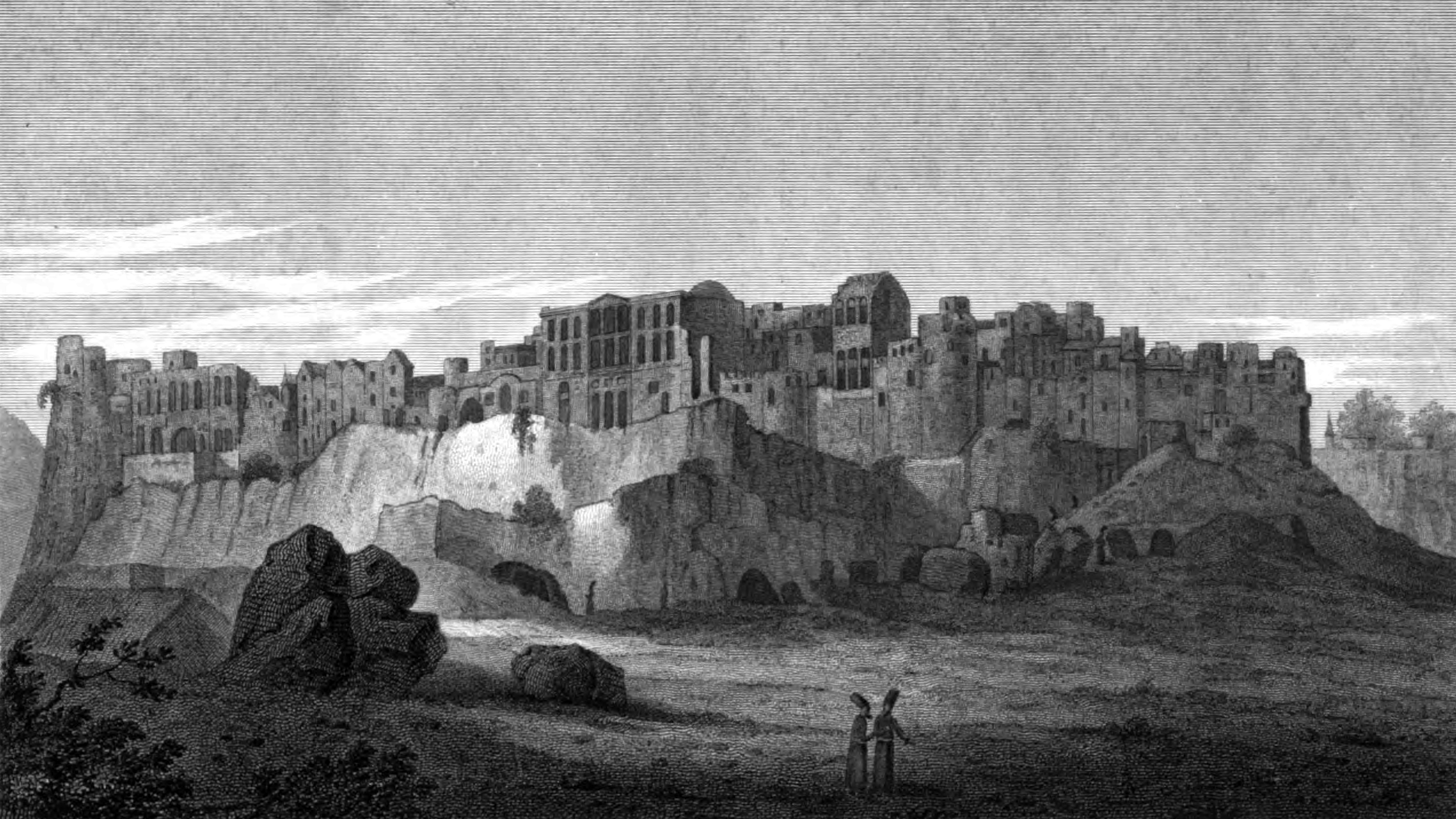
نقاشی از دژ ایزدخواست کاری از چالرز هیث، سال ۱۸۱۵
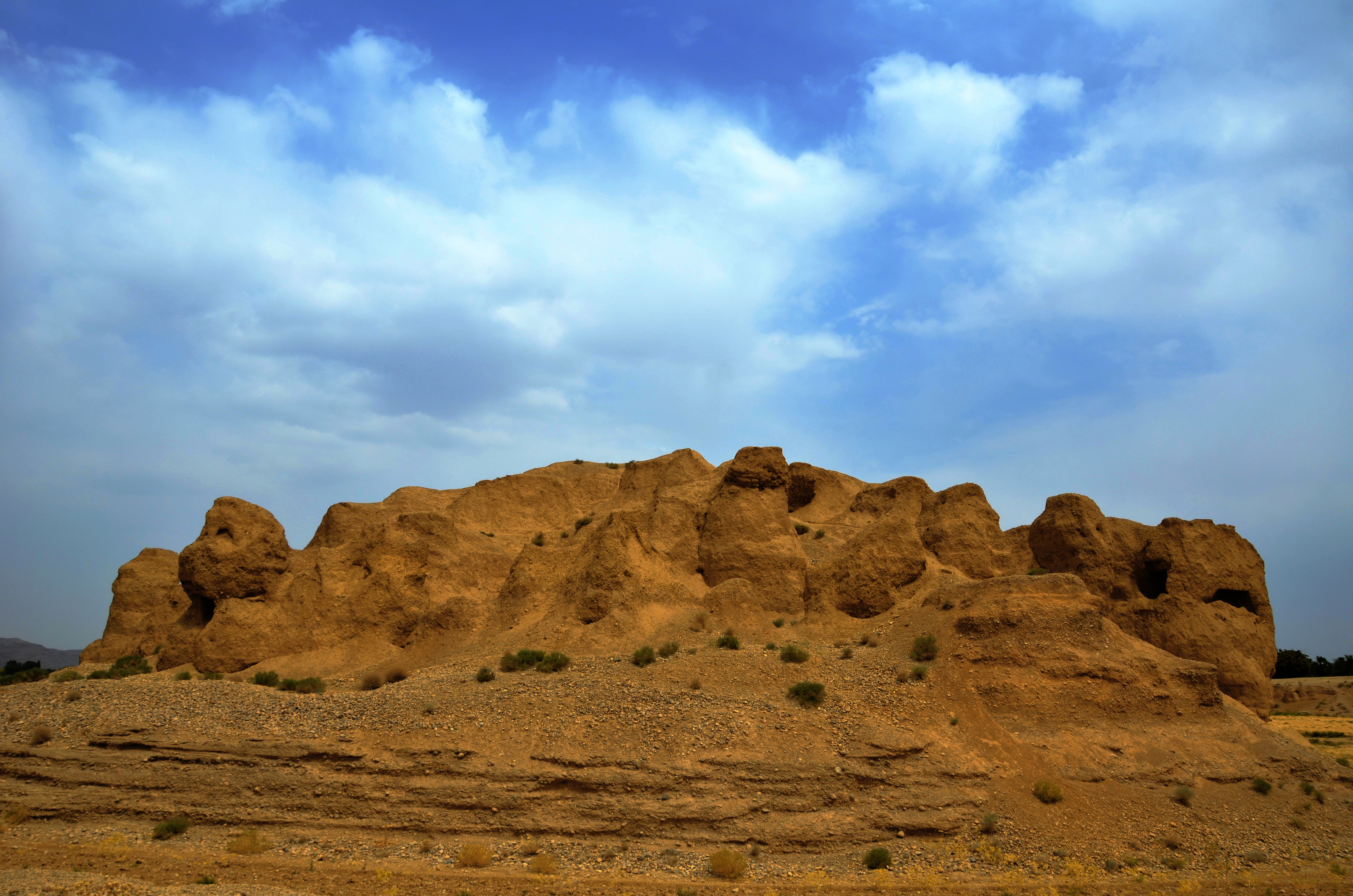
کاخ بهرام در سورمق
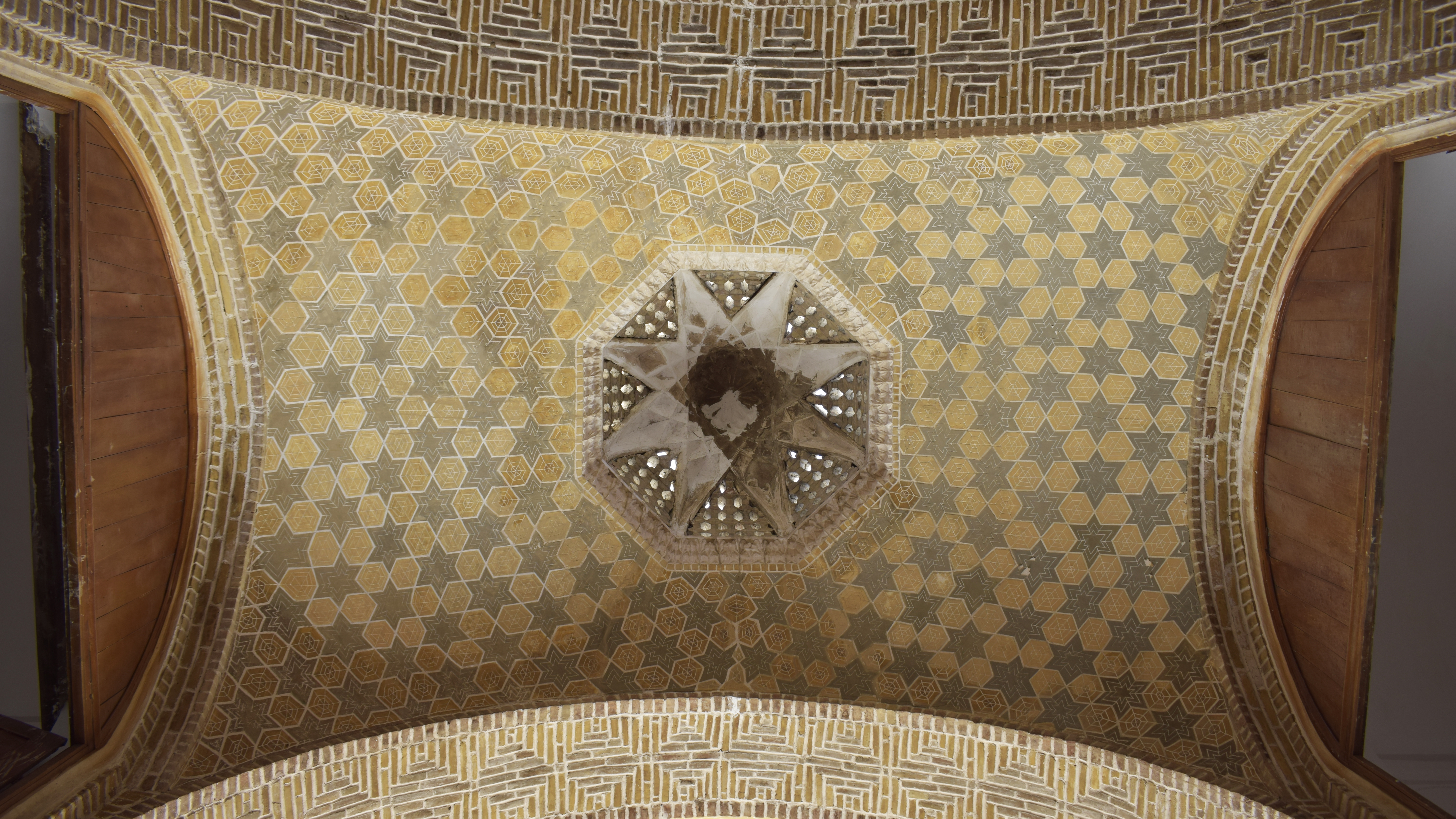
تیمچه صرافیان
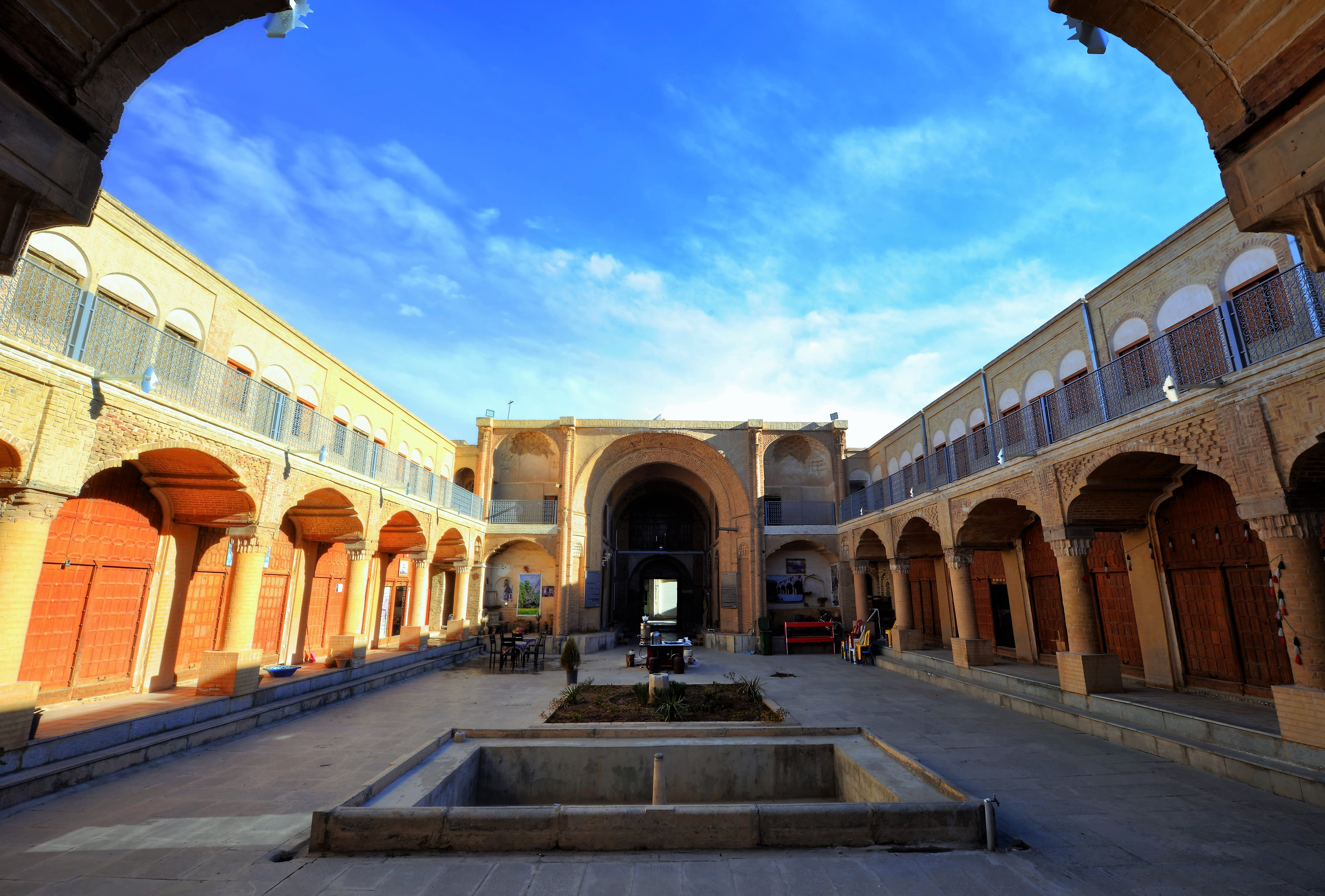
تیمچه صرافیان

## مراکز نظامی
1. مرکز رزم مقدماتی ولیعصر آباده: به عنوان یکی از پادگان‌های آموزشی نیروی زمینی سپاه سهم بسزایی در زنجیره آموزشی خدمت سربازی کشور ایفا می‌کند.
2. پایگاه پدافند هوایی شهیدان احمدی و محسنی خان خوره.

اخیراً بنیامین نتانیاهو نخست‌وزیر اسرائیل مدعی وجود سایت مرتبط با فعالیت هسته ای در نزدیکی آباده شد که این ادعا بازتاب زیادی در شبکه‌های فارسی‌زبان خارج از کشور داشت.

## ویژگی‌های فرهنگی
تا پیش از تشکیلات آموزش و پرورش به شیوه جدید و تأسیس مدارس نوین، تعلیم و تعلم در مکتب خانه‌ها صورت می‌گرفت. از اشخاصی که در زمان قاجار و پهلوی اول مکتب خانه تشکیل داده بودند می‌توان به عباس ادیب (ادیب زاده)، حاجی محمد هاشم خان (نادری)، حاجی ملا احمد (خادم حسینی)، طیبه خانم (چوبینه)، ملا حمزه (پور حمزه) و خانم بی بی حاجی واعظ (واعظ زاده) اشاره نمود.
نخستین مکتب دار آباده، عباس ادیب بوده است. لقب ادیب را حاکم وقت فارس به وی داده بود. همین مکتب داران بعدها به هنگام تأسیس مدارس به سبک آن زمان، نقش معلم را بر عهده داشته‌اند.
تأسیس اولین آموزشگاه دولتی فارس در آباده:
در سال۱۲۸۵ ه‍. ش، میرزا حبیب‌الله آموزگار (مستشار دیوان کشور)، هنگام عبور از آباده به سوی تهران، بنا به خواهش حاج علیخان که شخص مدبری بوده، از حرکت یه سوی تهران منصرف و در آباده توقف می‌نماید.
میرزا حسین و میرزا اشرف هم به تدریس زبان فارسی می‌پردازند. میرزا عنایت الله سهراب نیز برای تدریس زبان انگلیسی دعوت می‌شود. این مدرسه به صورت ملی بوده و حقوق آموزگاران از محل شهریه دانش آموزان تأمین می‌شده است. در سال ۱۲۸۷ ه‍.ش محمد باقر موحد، از اصفهان به آباده وارد می‌شود و در منزل حاج ملا عبدالله واعظ اقامت می‌کند.
وی به زبان فرانسه و عربی آشنایی داشته است، در این تاریخ مدرسه‌ای به نام موحد (این مدرسه در بعضی اسناد به نام اسلامی هم آمده است) تأسیس می‌شود. مقارن این ایام، دو نفر از صاحب منصبان هیئت تفنگداران پلیس جنوب مستقر در آباده "s.p.r” مدرسه مزبور به محل رونقیه انتقال و به مدرسه همت موسوم شد که توسط معلمین آقایان محمد باقر موحد، علی آقا واعظ زاده وسید حسین ضیا العلوم (دانا) و غلامرضا ادیب اداره شد و مدیریت آن بر عهده حاج واعظ بوده است. در این زمان حاج مخبر السلطنه هدایت به سمت استانداری فارس منصوب می‌گردد؛ و به هنگام عبور ار آباده از وضع این مدرسه آگاه می‌شود. وی دستور می‌دهد که در این مدرسه به جای فرانسه، عربی تدریس شود و در نتیجه این مدرسه دچار افت تعداد دانش آموز و درآمد شد به همین دلیل علی اصغر واعظ زاده برای تأمین اعتبار لازم به اداره کل فرهنگ فارس مراجعه می‌نماید. اما نتیجه‌ای نمی‌گیرد و این مدرسه منحل می‌شود.
پس از گفتگوی واعظ زاده با مردم قرار شد ۲۰ درصد مالیات بیشتر به دارایی پرداخت تا از محل عواید آن هزینه‌های این گونه مدارس تأمین شود. بر اساس این تلاش‌ها و مکاتبات و مراجعات پیگیر، علی اصغر واعظ زاده موفق می‌شود موافقت اداره کل معارف فارس را برای تأمین اعتبارات لازم به منظور تأسیس یک آموزشگاه دولتی کسب نماید. به این ترتیب در سال ۱۲۹۴ ه‍.ش از محل بودجه عوارض معارفی اداره معارف فارس دبیرستان دولتی ۴ کلاسه سعدی آباده به مدیریت واعظ زاده تأسیس می‌شود ابوطالب دانا، علی اکبر واعظ زاده، میرزا مهدی امام و محمد باقر موحد مدیریت این مدرسه را عهده‌دار بوده‌اند. گفتنی است که این واحد آموزشی اولین آموزشگاه دولتی است که در فارس تأسیس شده است. این واحد آموزشی ملی که بانی آن خانم طلعت آگاه (وفا) بود در سال ۱۳۱۴ شمسی منحل شد. در سال ۱۲۹۰ شمسی دبستان ملی زنهاریه معروف به دبستان دولتی دوشیزگان از سوی اداره معارف فارس با یک کلاس تأسیس شد که به تدریج کلاس‌های آن افزایش یافت.
با پیگیری اداره فرهنگ آباده، اداره فرهنگ فارس با افتتاح کلاس اول دبیرستان موافقت و از اول مهر ماه ۱۳۱۵ شمسی این کلاس شروع به کار کرد. در سال۱۳۱۶ شمسی کلاس دوم این دبیرستان نیز تأسیس شد. سرپرست دبیرستان در آن سال محمد رضا دایی بود. در سال ۱۳۲۷ شمسی به تقاضای اولیا دانش آموزان و موافقت فرهنگ فارس دبیرستان دخترانه اهلی (اقبال لاهوری کنونی) تأسیس شد.

## ورزش
آباده از نظر امکانات ورزشی بسیار توسعه یافته است. مهم‌ترین مکان ورزشی شهر استادیوم تختی با قدمت قبل از انقلاب می‌باشد. ورزشگاه تختی دارای دو زمین چمن استاندارد می‌باشد (که تنها زمین‌های چمن شهرستان هستند) علاوه بر زمین‌های چمن، این استادیوم دارای تعدادی سالن چند منظوره، یک سالن اختصاصی ژیمناستیک و یک محوطه استاندارد تنیس، یک سالن ورزش‌های رزمی، سالن تنیس روی میز و سالن کشتی و شطرنج می‌باشد. سایر اماکن ورزشی آباده شامل ۲ استخر سرپوشیده و تعدادی سالن چند منظوره پراکنده در سطح شهر، باشگاه‌های بدنسازی و رزمی، چندین مانژ اسب سواری آموزشی و پیست موتورکراس می‌باشد. به همین دلیل جوانان آباده به استثنای تک ستاره‌ها به ندرت به موفقیت چشمگیری در ورزش رسیده‌اند.

## مشاهیر و اهالی آباده
- دکتر ذبیح‌الله قربان پزشک، بنیانگذار و نخستین سرپرست و رئیس دانشگاه شیراز
- دکتر بیژن اعرابی، جراح مغز و اعصاب و استاد دانشگاه مریلند
- جمشید صداقت‌کیش پژوهشگر، ایرانشناس و چهره ماندگار سال ۱۳۸۴
- امانت‌الله روشن زائر نویسنده، مترجم و فیزیکدان
- جلال ذوالفنون موسیقیدان و نوازنده سه‌تار
- محمود ذوالفنون نوازنده ویولن
- آرش مجیدی بازیگر
- حسین قسامی نویسنده
- مجتبی حیدرپناه کارتونیست و تصویرگر
- علی‌اکبر دلبری موسیقی‌دان، آهنگساز و رهبر ارکستر
- هوشمند عقیلی خواننده و موسیقی‌شناس
- روح‌الله حسینیان سیاستمدار
- رحمت‌الله خسروی سیاستمدار
- احمد امامی منبت
- محمد طاهر امامی منبت کار
- اورنگ خضرایی شاعر چپ‌گرا ایرانی و سخنران در ده شب گوته - دوست و همراه هوشنگ گلشیری
- بزرگ خضرایی نقاش چپ‌گرا ایرانی - طراح پوستر ده شب گوته
- ایمان اسلامیان، پژوهشگر بانکی - معاونت کل بانک صادرات و معاون وزات راه و شهرسازی دولت سیزدهم
- شاه اسماعیل سوم صفوی، آخرین پادشاه اسمی دودمان صفویان بود که در واقع ۲۴ سال پادشاه ظاهری ایران بود
- سراج الحکماء آگاه، نخستین پزشک آباده - ایشان از طرف ناصرالدین شاه قاجار بدین لقب مفتخر گردیدند.
- دکتر طلیعه آگاه، از نخستین استادان رشته پرستاری دانشگاه شیراز
- دکتر کیهان قربان، نخستین پزشک زن در آباده
- دکتر بدیع‌الله فیروزی، از نخستین دانش‌آموختگان رشته جغرافیا - زیسته در سوئیس
- عطاالله باستانی، از نخستین دبیران شیمی در استان فارس و آباده - از گردانندگان کلاس‌های کنکور در تهران و شیراز
- مینو حمیدی، از نخستین زنان آباده‌ای و استان فارسی که فعال سیاسی بوده است - مترجم متون سیاسی ایتالیایی - لیسانس حقوق از دانشگاه تهران- کاردار سفارت ایران در ایتالیا در زمان پهلوی
- سرهنگ اسدالله اعرابی، زاده ۱۳۰۶خورشیدی - از سرپرستان و رئیسان شهربانی شیراز در زمان پهلوی - از رئیسان ژاندارمی کل کشور
- دکتر جلیل حقیقت‌کیش- از نخستین دندانپزشکان استان فارس و آباده
- ناصر چوبینه، زاده ۱۳۰۹ خورشیدی - از نخستین دانش‌آموختگان زبان فرانسه در استان فارس و آباده
- هوشنگ معمارزاده، سردبیر سابق گل آقا - نویسنده و طنزپرداز
- مرضیه - خواننده آباده‌ای زاده شده سال ۱۳۰۳خورشیدی در تهران
- سرتیپ سیف‌الله همت، زاده ۱۲۷۷ خورشیدی - استاندار فارس از سال ۱۳۳۲ تا ۱۳۳۴ خورشیدی
- روح‌الله عباسی، نویسنده و مترجم چپ‌گرا
- پورفریدون آباده‌ای، شاعر سده هفتم هجری قمری هم عصر سعدی شیرازی
- سید محمد تربتی، پژوهشگر تاریخ و مطالعات جهان و علوم سیاسی، بنیان‌گذار نخستین انجمن‌علمی-دانشجویی مطالعات جهان (WSSA)
- سقیما آباده‌ای، شاعر قرن یازدهم هجری قمری زیسته در اواسط دوره صفوی
- حیدرعلی درغوکی آباده‌ای ملقب به مذنب آباده‌ای، شاعر، عارف و حکیم دوره قاجاری -زاده ۱۲۶۱ خورشیدی، فوت ۱۳۲۱ خورشیدی

## فهرست نمایندگان ادوار مختلف مجلس

### مجلس شورای ملی
دوره‌های اول تا سوم: فاقد نماینده
دوره چهارم: رضا حکمت (سردار فاخر)، عمادالملک بصیری
دوره پنجم: رضا حکمت
دوره‌های ششم و هفتم:میرزا اسماعیل نجومی
دوره هشتم: رضا حکمت
دوره نهم: فاقد نماینده
دوره‌های دهم تا سیزدهم: ابوالحسن رضوی شیرازی
دوره‌های چهاردهم و پانزدهم: محمدحسین‌خان صولت قشقایی
دوره پانزدهم: فاقد نماینده
دوره‌های هجدهم تا بیستم: محمدرضا امیدسالار
دوره‌های بیست و یکم تا بیست و سوم: دکتر رضا نجیمی
دوره بیست و چهارم: عنایت‌الله قائمی

### مجلس شورای اسلامی
دوره اول: علی نظری منفرد، حسین کرمانی
دوره دوم: علی نظری منفرد
دوره سوم: رحمت‌الله خسروی
دوره‌های چهارم و پنجم: محمدحسین دانا
دوره ششم: سید مهدی طباطبایی
دوره هفتم: محمود محمدی
دوره هشتم: داوود محمدجانی
دوره‌های نهم تا یازدهم و دوره کنونی (دوازدهم): رحیم زارع